# 金古久次
金古 久次（かねこ ひさつぐ、1881年 - 1945年）は、日本の土木技術者、都市計画家

## 人物
福島県に生まれる。1909年、東京帝国大学工科大学土木工学科卒業。内務省東京土木出張所に入り、利根川第二期改修工事、ついで荒川上流改修工事に従事。
1926年から2年間欧米各国へ出張。
1929年、下関土木出張所長、34年、名古屋土木出張所長となる。1938年、退任した。
1938年、中国上海の都市計画を実現するため設立した日中合弁の上海恒産会社技術部長に招請される。
1940年、同長を退任。
その後、和歌山市顧問、都市計画和歌山地方委員会委員などをつとめた。
| スタブアイコン | サブスタブ | この項目は、まだ閲覧者の調べものの参照としては役立たない、人物に関連した書きかけの項目です。この項目を加筆・訂正などしてくださる協力者を求めています（P:人物伝/PJ:人物伝）。 |